# Soave
Soave ist eine italienische Gemeinde (comune) mit 7171 Einwohnern (Stand 31. Dezember 2023) in der Provinz Verona der Region Venetien. Nach der Stadt ist der gleichnamige Weißwein Soave benannt.

## Geografie
Der Ort liegt etwa 20 km östlich von Verona auf einer Höhe von 40 m s.l.m. an den südlichen Ausläufern der Lessinischen Alpen. Die Nachbargemeinden sind Belfiore, Cazzano di Tramigna, Colognola ai Colli, Montecchia di Crosara, Monteforte d’Alpone und San Bonifacio. Zur Gemeinde Soave gehören die vier Fraktionen Castelletto, Castelcerino, Costeggiola und Fittà.

## Geschichte
Der Ort soll um 500 n. Chr. von einem Stamm der Sueben gegründet worden sein, woraus sich auch der Ortsname herleitet. Die Gegend war aber bereits während der Römerzeit besiedelt gewesen und lag an der wichtigen Römerstraße Via Postumia. Die Burg wurde erstmals im 10. Jahrhundert urkundlich erwähnt. Sie gehörte den Sanbonifacio aus Verona und ging im 13. Jahrhundert in den Besitz der Scaliger über. In der Folgezeit wechselte Soave und seine Burg mehrmals den Besitzer. So gehörte sie nach den Scaligern den Visconti aus Mailand, den Da Carrara aus Padua und gelangte über die Gonzaga aus Mantua zu Beginn des 15. Jahrhunderts zu Venedig. Die Herrschaft der Serenissima dauerte bis zur napoleonischen Epoche Ende des 18. Jahrhunderts an.

## Sehenswürdigkeiten
- Das Stadtbild beherrschende Scaligerburg mit ihren Schwalbenschwanzzinnen.
- Komplett erhaltene Stadtmauer mit 24 Türmen.

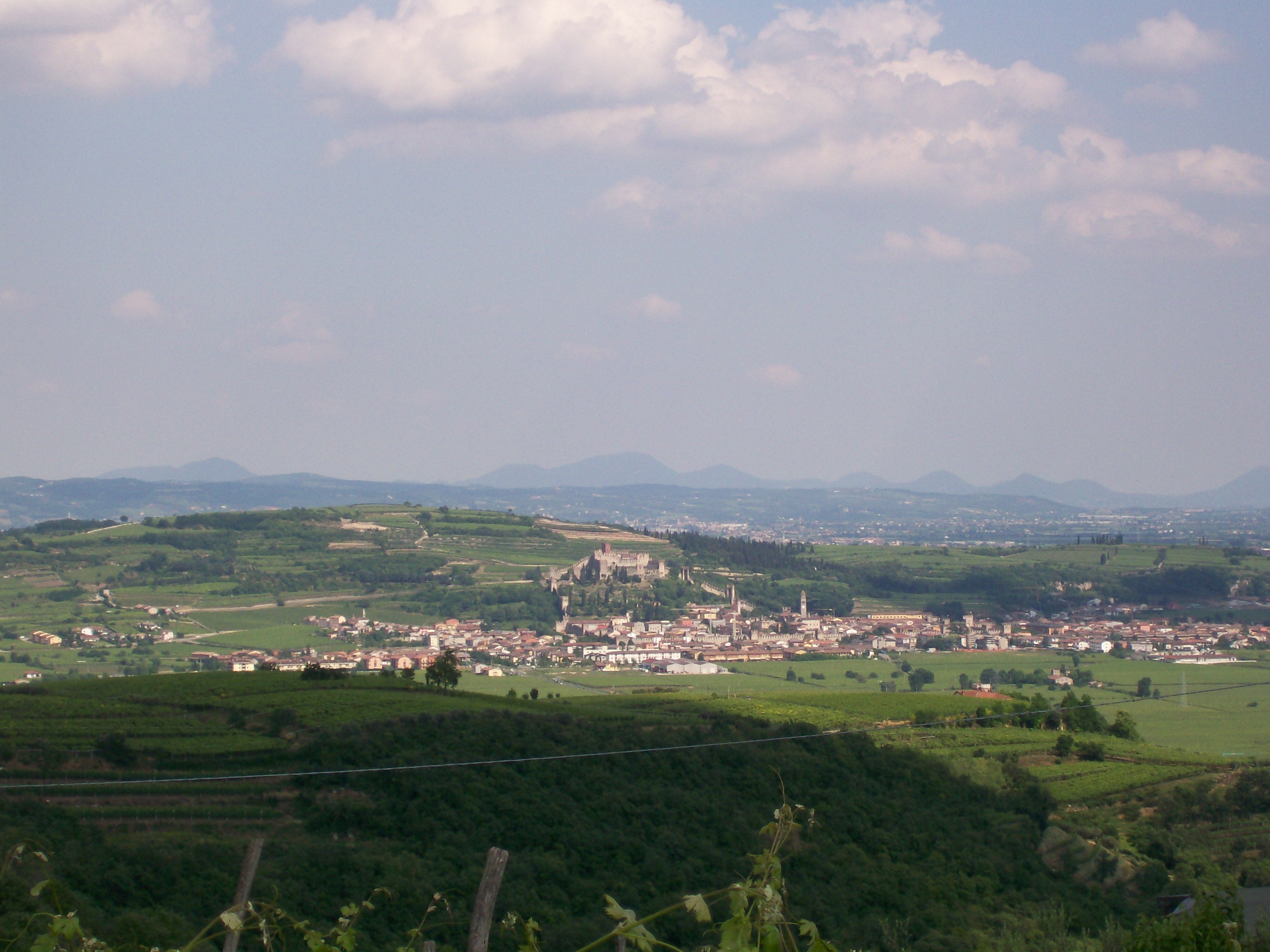
Soave
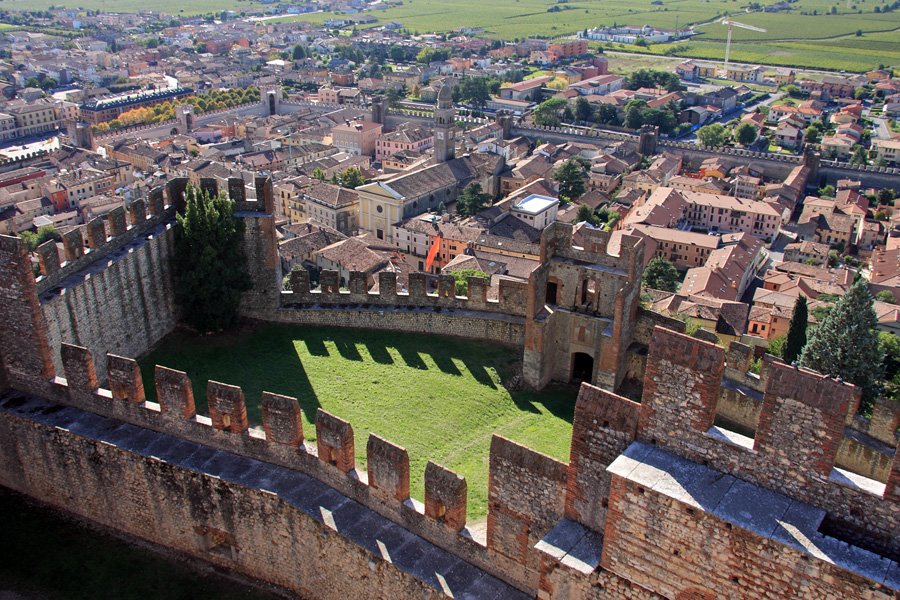
Blick von der Burg auf den Ortskern
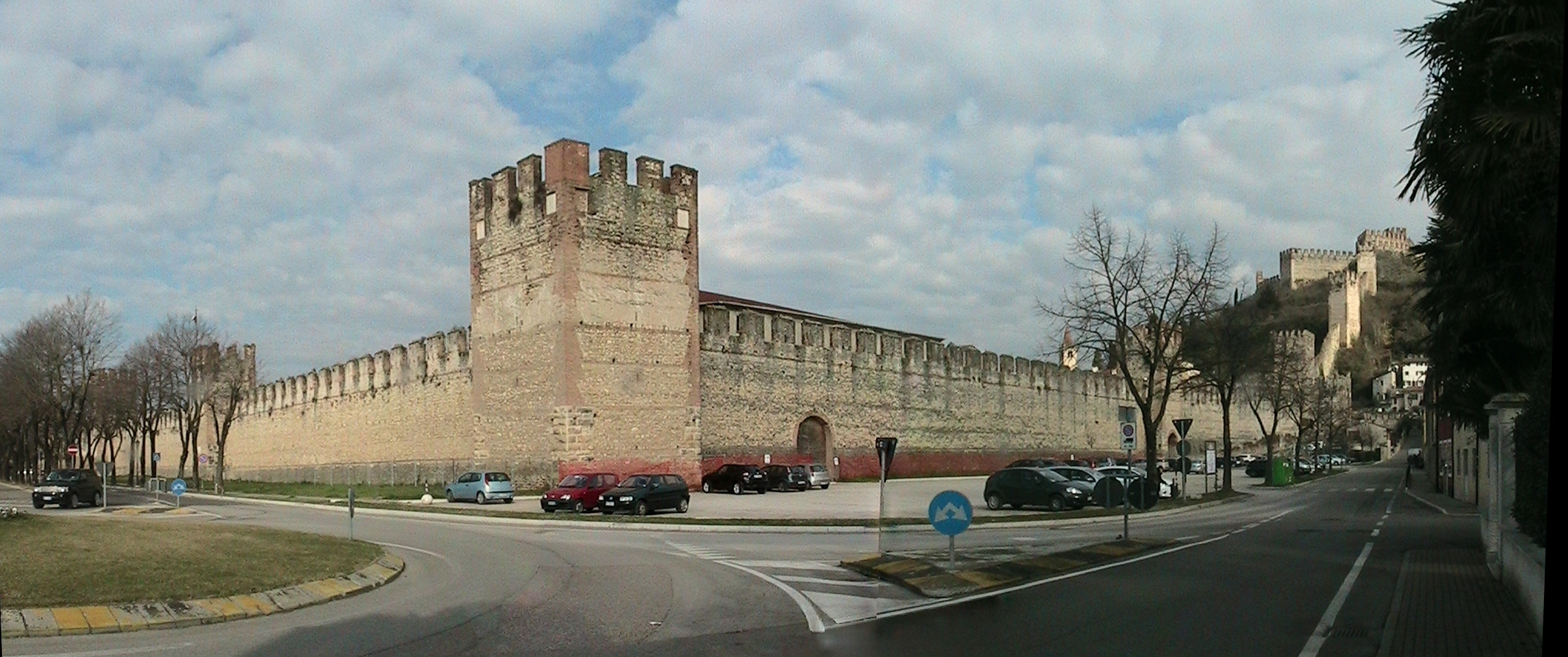
Stadtmauern und Skaligerburg
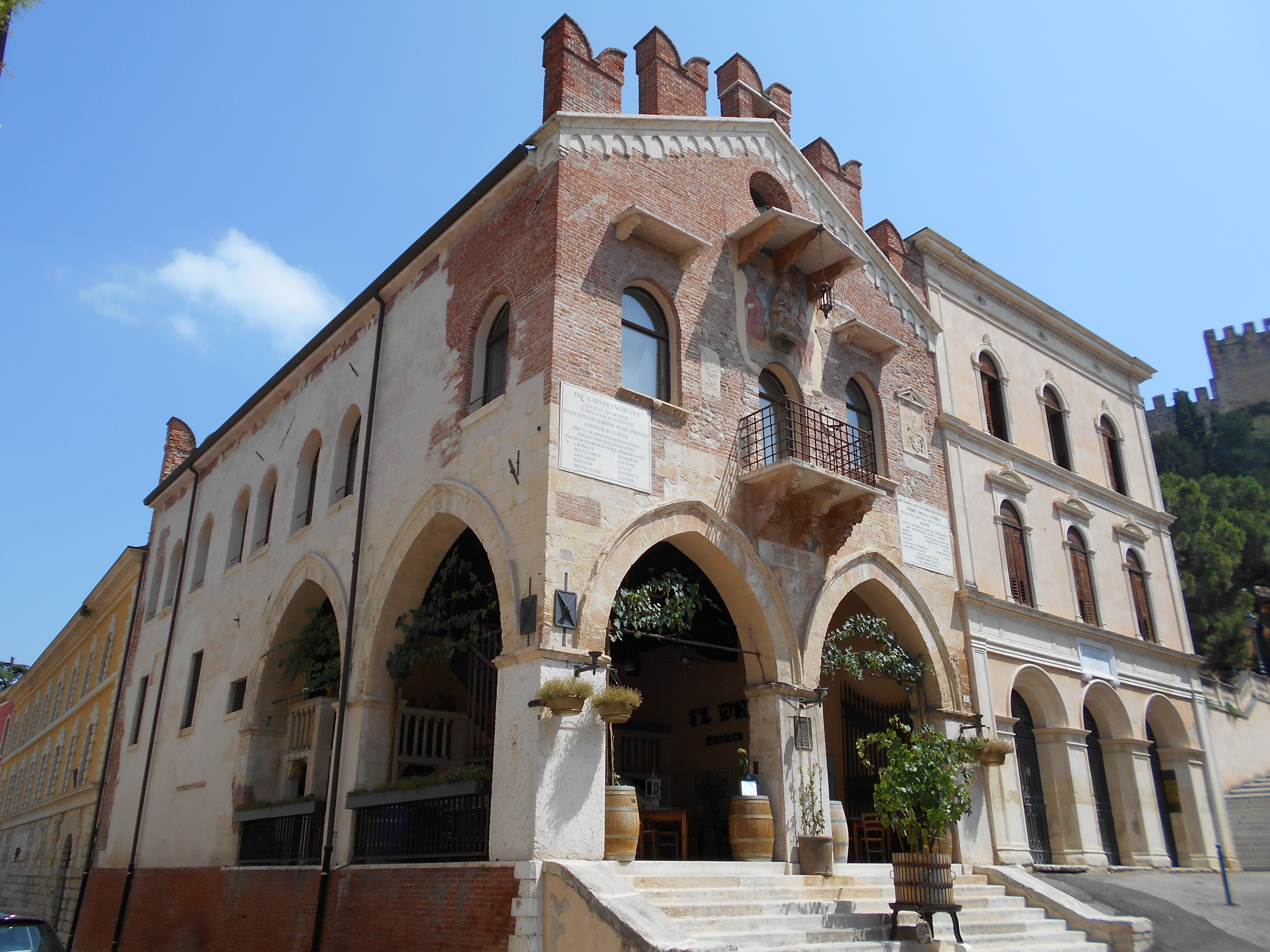
Justizpalast
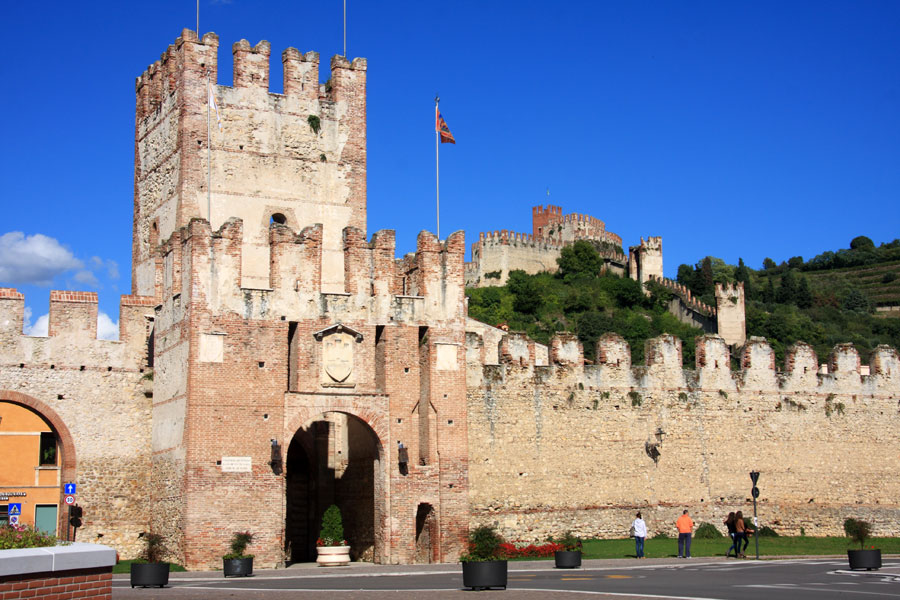
Porta Verona

## Gemeindepartnerschaften
- Claye-Souilly,  (Département Seine-et-Marne), seit 1999
- Kelheim,  (Niederbayern), seit 2006

## Söhne und Töchter der Stadt
- Tomaso Cecchino (1583–1644), Komponist und Domkapellmeister
- Mario Garriba (1944–2013), Schauspieler, Filmregisseur und Drehbuchautor
- Massimo Bessone (* 1969), Politiker
- Valentina Scandolara (* 1990), Radsportlerin